# گریگوری اوگریوموف
گریگوری اوگریوموف (انگلیسی: Grigory Ugryumov; ۳۰ آوریل ۱۷۶۴ – ۱۶ مارس ۱۸۲۳) نقاش پرتره و تاریخ اهل روسیه در سبک کلاسیک بود.

## زندگی‌نامه
او از یک تاجر متولد شد که اصالتاً اهل استان یاروسلاول بود، در سال ۱۷۷۰ در کلاس‌های ابتدایی آکادمی امپریال هنر ثبت نام کرد و بعداً زیر نظر ایوان آکیموف تحصیل کرد. او در سال ۱۷۸۵ فارغ‌التحصیل شد و برای نقاشی هاجر و اسماعیل در صحرا مدال طلا دریافت کرد. در سال ۱۷۸۷، او بورسیه تحصیلی در ایتالیا را دریافت کرد، جایی که او نقاشی‌هایی از مجسمه‌ها، به ویژه مجسمه‌های پائولو ورونزه و گیدو رنی انجام داد. اوگریوموف پس از بازگشت، معلم نقاشی تاریخی در آکادمی شد.

## بخش از آثار

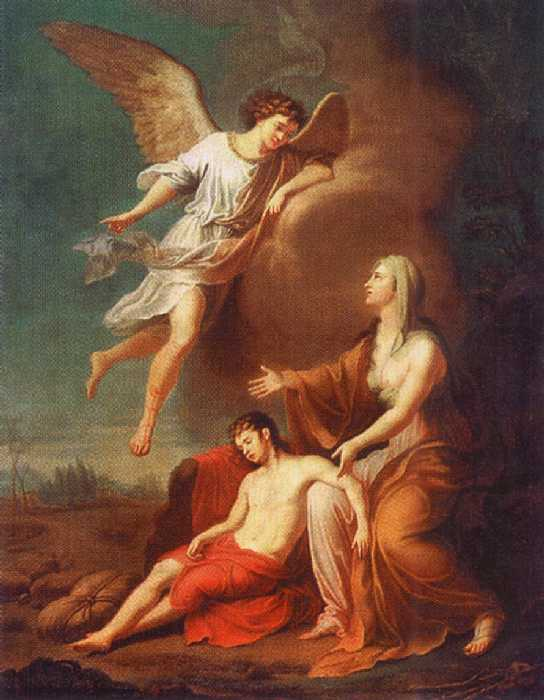
هاجر و اسماعیل در صحرا  (۱۷۸۵)
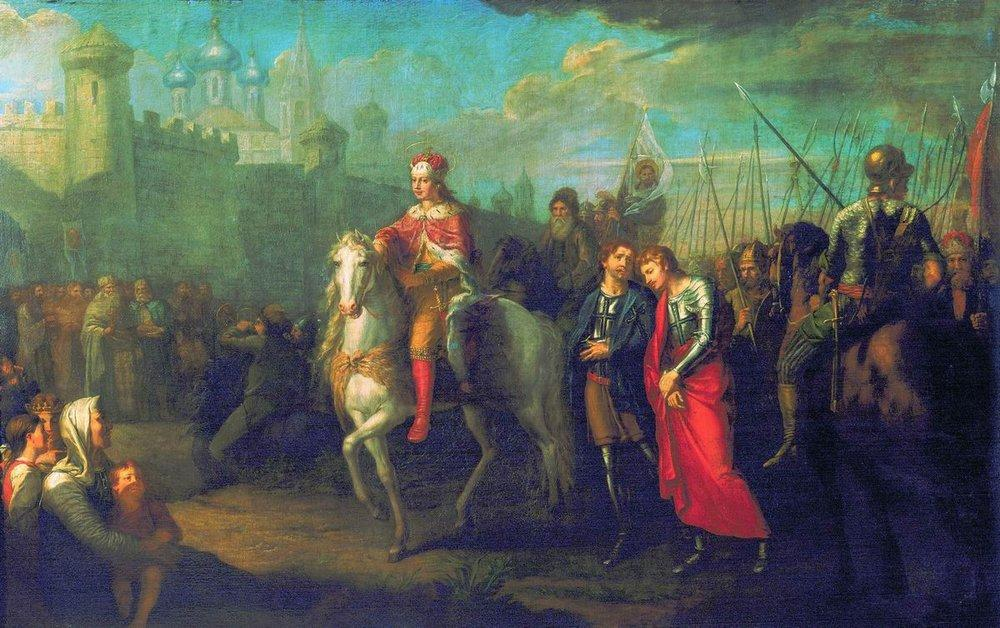
الکساندر نوسکی در پسکوف پس از پیروزی او بر آلمان‌ها (۱۷۹۳)
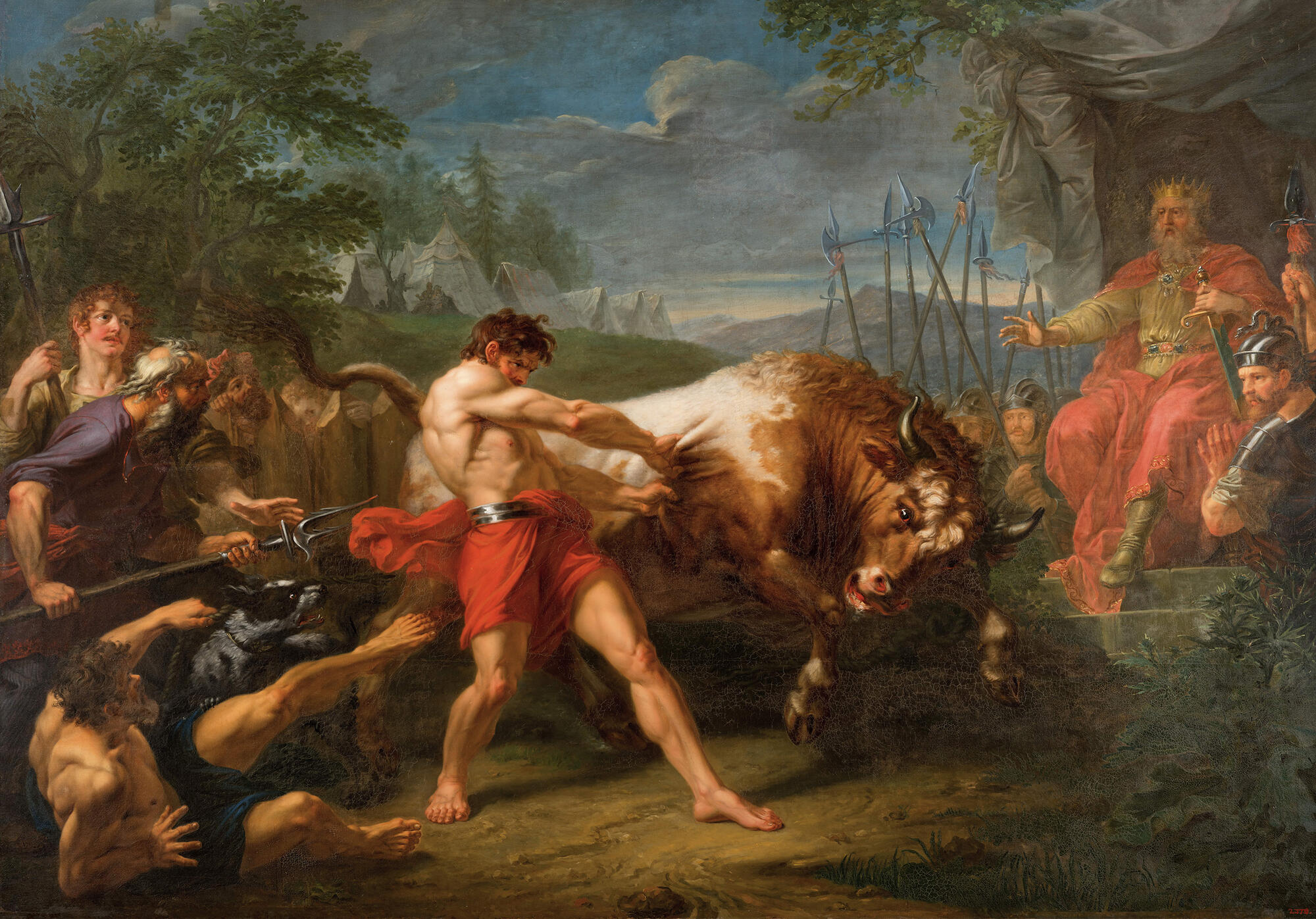
آزمایش قدرت یان اوسمار (1796-1797)
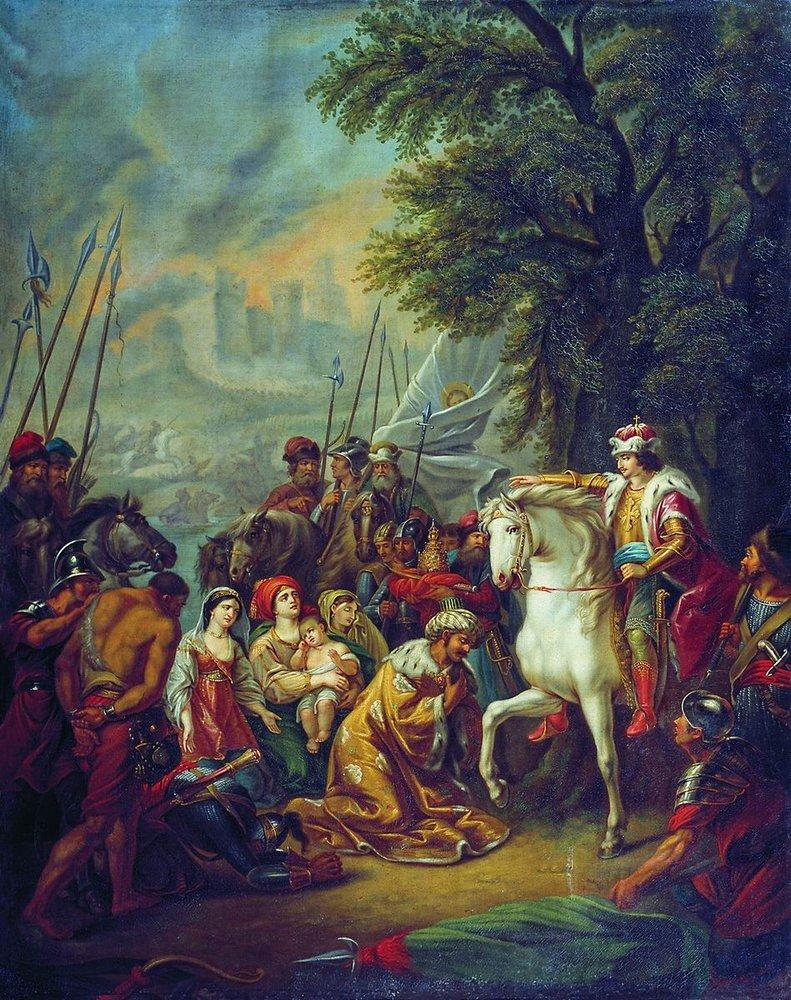
Capture of کازان by ایوان چهارم (c.1800)